# Pervomaiski (Rakítnoie)
Pervomaiski - Первомайский (rus) - és un poble (un khútor) de l'óblast de Bélgorod, a Rússia. El 2021 tenia 18 habitants. Pertany al districte (raion) de Rakítnoie.